# Партия защиты животных (Нидерланды)
Партия для животных (нидерл. Partij voor de Dieren, также нидерл. PvdD, буквально — «Партия для животных») — политическая партия Нидерландов. Деятельность партии в основном направлена на создание более благосклонной к животным политики. С 30 ноября 2006 года Нидерланды являются первой страной в мире, в которой подобная партия представлена в парламенте. На 31 декабря 2006 года партия насчитывала 6 370 членов. К концу 2009 года её численность достигла 10 000 членов.
Партия защиты животных является партией убеждений (нидерл. getuigenispartij), она стремится не столько к власти, сколько к стимуляции других партий к защите прав животных.
Председатель партии с сентября 2023 года — Михил Кнол (Michiel Knol), лидер фракции Нижней палаты Генеральных штатов с 2019 года — Эстер Ауэханд. Лидер фракции Верхней палаты — Нико Коффеман.

## Возникновение
Партия возникла в 2002 году, после падения первого кабинета Балкененде. Необходимость создания партии аргументировалась недружелюбной к животным, по мнению учредителей, политикой кабинета. Подвергалась критике деятельность и более благосклонных к проблемам животных партий, таких как Зелёные Левые, за понижение приоритета вопросов, связанных с защитой животных.
Уже на момент своего возникновения, в 2002 году, партия защиты животных критиковалась, как партия одной проблемы, концентрирующая всё внимание на вопросах защиты животных. В предвыборной программе партии на выборах во Вторую палату Генеральных штатов 22 января 2003 года было сказано, что хотя основное внимание партия уделяет проблемам животных, у неё есть чёткая позиция и по вопросам экономики, культуры, здоровья и благополучия, транспорта, образования и окружающей среды.
Партия стремится не склоняться ни к левой, ни к правой частям политического спектра, так как считает, что проблемы защиты животных находятся вне досягаемости традиционных противоречий между правой и левой политикой, религиозным и атеистическим мировоззрения.

## Участие в выборах

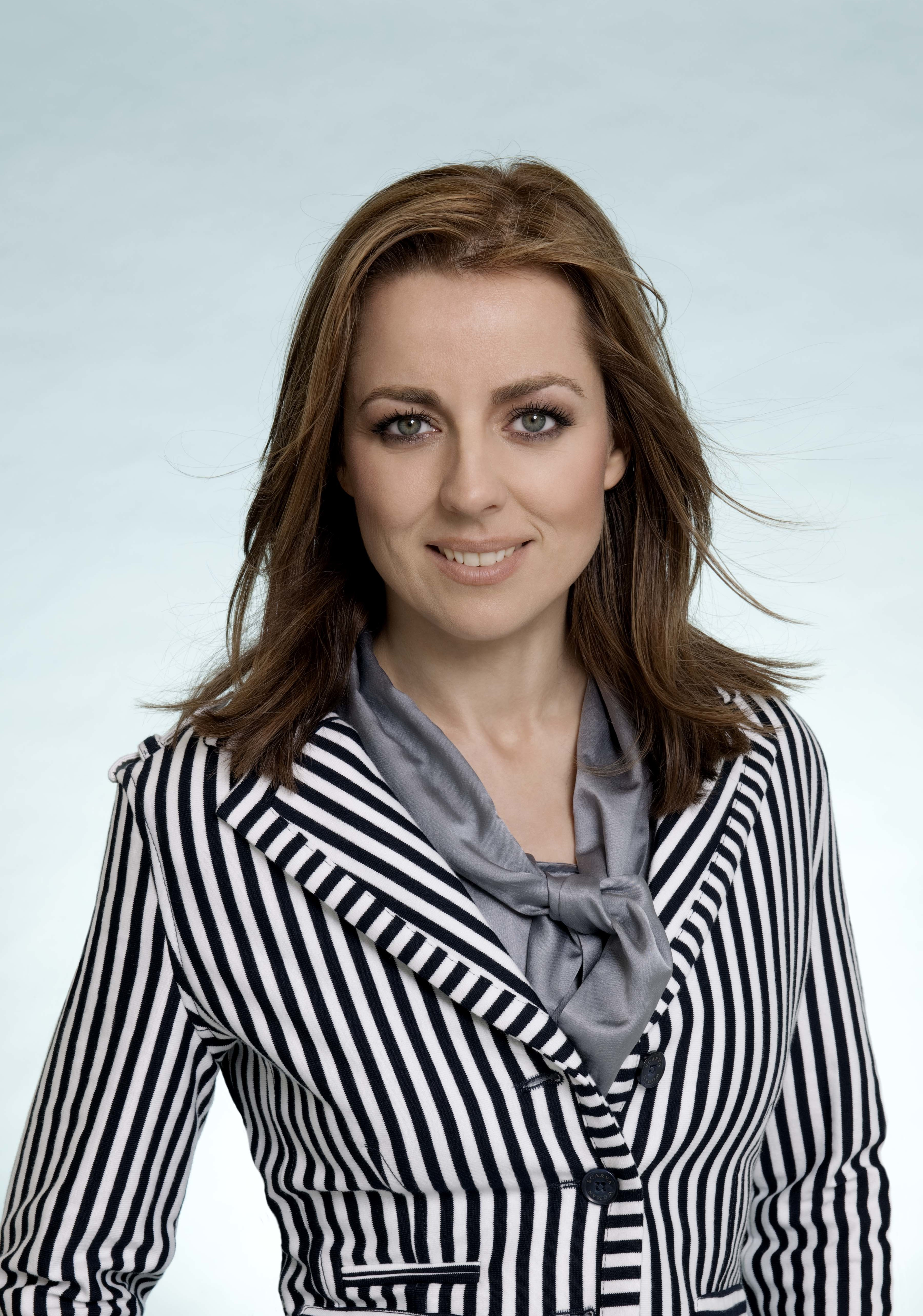
Марианне Тиме, лидер Партии защиты животных до 2019 года

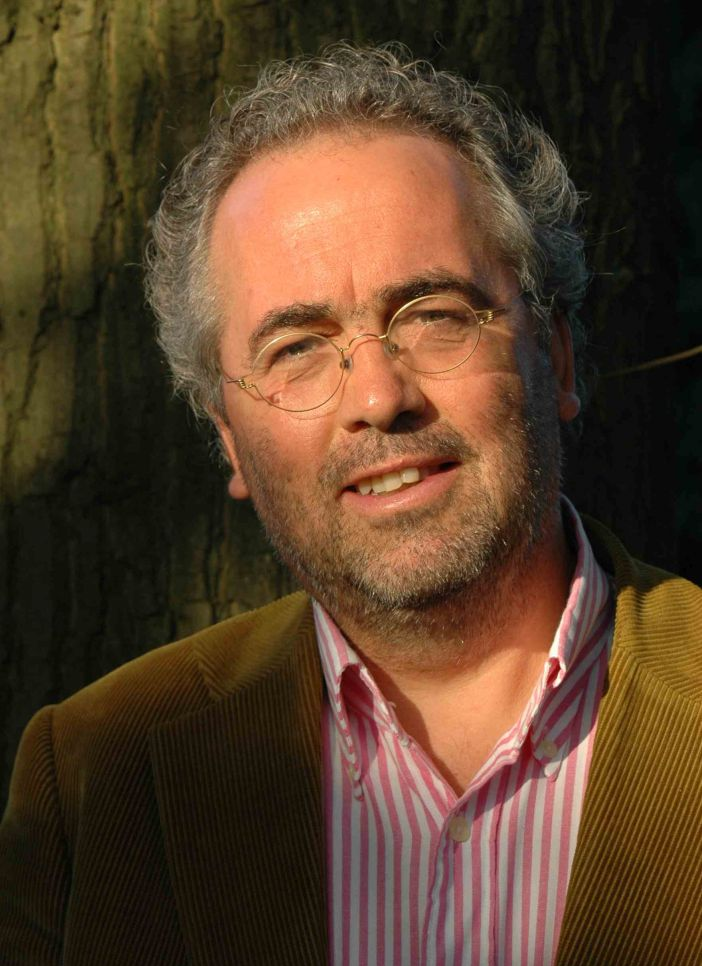
Председатель фракции в Сенате Нико Коффеман

Партия защиты животных принимала участие в выборах во Вторую палату Генеральных штатов 2003 года в 18 из 19 избирательных округов (в провинции Оверэйсел за партию голосовать было нельзя из-за организационной ошибки). Партия получила 47 665 голосов — чуть меньше, чем достаточно для одного места в парламенте.
30 ноября 2003 года на конгрессе партии было решено участвовать в выборах в Европейский парламент в июне 2004 года. 3,2 %, набранных партией в этих выборах, было однако снова не достаточно. В муниципальных выборах 2006 года партия не участвовала, по словам руководства — из-за сосредоточения всех усилий на подготовке к выборам в Генеральные штаты.
В выборах 22 ноября 2006 года Партия защиты животных впервые заняла два места во Второй палате. Марианне Тиме получила 150 307 и Эстер Ауэханд 4370 голосов. В этих выборах в списках кандидатов от Партии за животных числилось большое число так называемых «толкателей списка» (нидерл. lijstduwer) — известных личностей, которые на практике не желают быть избранными, но привлекают голоса избирателей. Среди них в этих выборах оказались: юрист и философ Паул Клитёр, телеведущий Мартин Гаус, биолог Мартен 'т Харт, юморист Кес ван Котен, писатель Руди Каусбрук, актриса Жоржина Вербан, писатель Йан Волкерс.
В выборах в Провинциальные штаты 2007 года Партия защиты животных получила 8 мест — достаточно для получения одного места в Первой палате (сенате). Первым сенатором от партии стал Нико Коффеман.
В выборах в Ватерсхап в ноябре 2008 года партия получила 8 мест.
В 2009 партия снова приняла участие в выборах в Европарламент. Возглавила избирательный список Наташа Урлеманс. На следующих выборах 2014 года партия впервые прошла в Европарламент, набрав 4,2 % голосов, и присоединилась к группе Европейские объединённые левые/Лево-зелёные Севера.